# 2085
Rok 2085 (MMLXXXV) gregoriánského kalendáře začne v pondělí 1. ledna a skončí v pondělí 31. prosince.

## Předpokládané a naplánované události
- 31. května – 150. výročí založení společnosti 20th Century Studios